# رودا بروفتون
رودا بروفتون (بالإنجليزية: Rhoda Broughton)‏ (29 نوفمبر 1840 في المملكة المتحدة - 5 يونيو 1920، أكسفورد في المملكة المتحدة)؛ كاتِبة وروائية بريطانية-ويلزية.